# Eugenio Colombo
Eugenio Colombo  (Rome, 1953) is een Italiaanse jazzsaxofonist (alt- en sopraansaxofoon) en fluitist.

## Biografie
Eugenio Colombo behoort sinds de jaren 70 tot de Italiaanse jazz-avantgarde. Hij behoort met Gianluigi Trovesi en Claudio Fasoli tot de musici die mede inspiratie vinden in folkloristische motieven. In de jaren 70 werkte hij met Mario Schiano (te horen op diens album "Sud“), Giacomo Aula en anderen. Hij was in 1990 een van de oprichters van het Italian Instabile Orchestra. Voor deze groep heeft hij meerdere composities geschreven, zoals "Ippopotami" en "Scongiuro". In 1990/91 werkte hij mee aan de bigband-plaat "Masks" van Giorgio Gaslini, in 1993 speelde hij mee op Giorgio Occhipinti's album "The Kaos Legend". In 1994 speelde hij in Gießen Köln Nonett met Reiner Winterschladen, Dieter Manderscheid, Ekkehard Jost en Wollie Kaiser), een groep die in ongeveer dezelfde bezetting in 1996 actief was onder de naam Transalpin Express. In 1995 experimenteerde hij met jazz en liturgische gezangen (Giuditta). In de jaren 90 nam hij enkele platen op voor de platenlabels Splasc(h) en Leo.

## Discografie (selectie)
als leider
- Giada  (Splasc(h), 1990) met Bruno Tommaso
- Giuditta: Cantata per tre voci e tre strumenti (NEL Jazz, 1995) met Eliabetta Scatarzi, Mascia Carrera en Micaela Carosi
- Guida Blu  (Splasc(h), 1999)
- Tales of Love and Death (Leo Records, 2000)

als 'sideman'
- Pino Minafra: Sudori (Victo, 1995)
- Giorgo Occhipinti Orchestra: The Kaos Legend (2000)